# New York City Marathon 2011

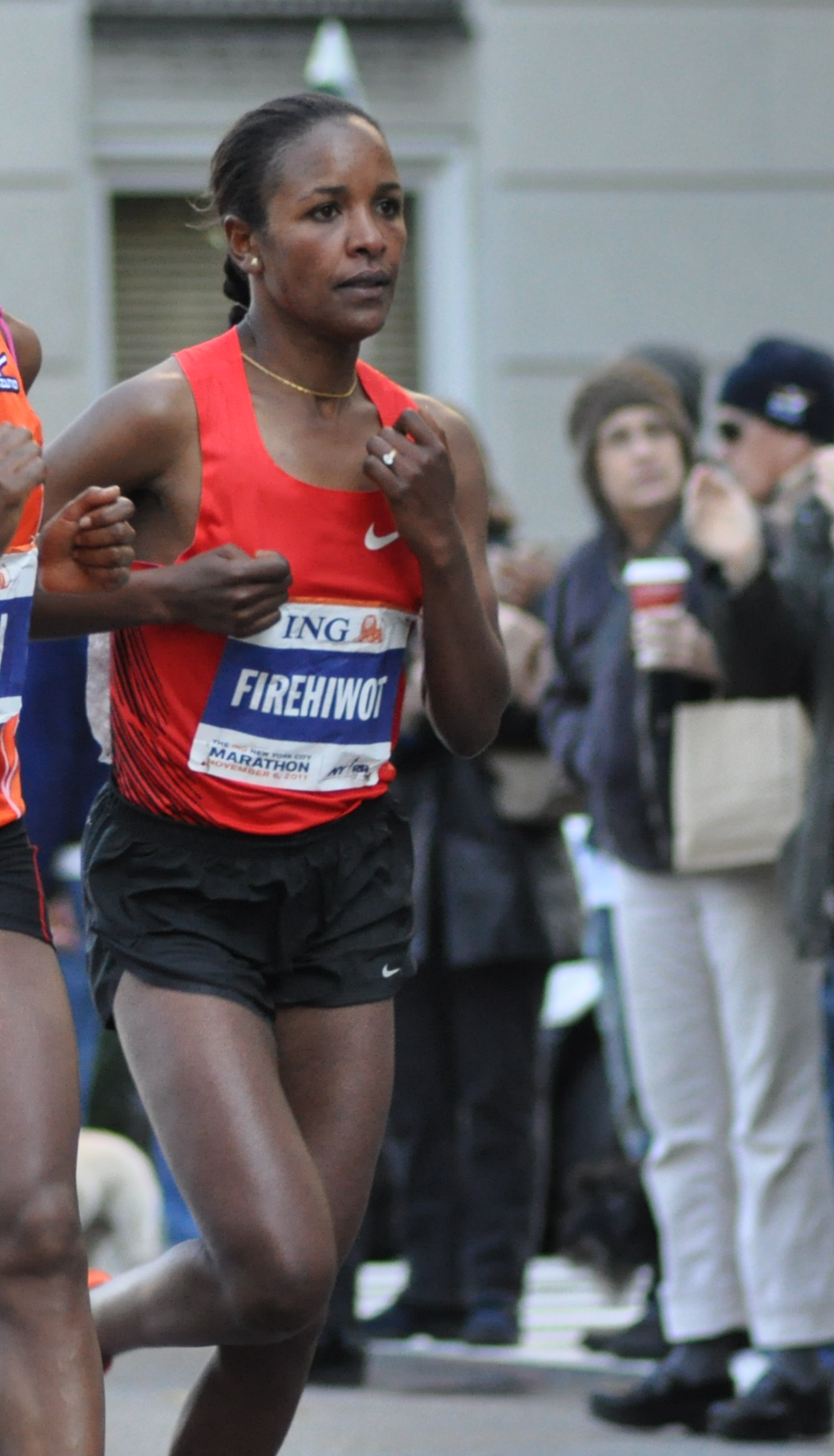
De latere winnares Firehiwot Dado in actie tijdens de wedstrijd.

De New York City Marathon 2011 werd gelopen op zondag 6 november 2011. Het was de 42e editie van deze marathon. Het evenement werd gesponsord door de ING.
De Keniaan Geoffrey Mutai kwam bij de mannen als eerste over de streep in 2:05.06. De Ethiopische Firehiwot Dado won bij de vrouwen in 2:23.15.
Een recordaantal van 47.107 nam deel aan het evenement. Hiervan finishten er 46.536, waarvan 29.669 mannen en 16.867 vrouwen.

## Uitslagen

### Mannen
| rang   | naam                        | land | tijd    |
| ------ | --------------------------- | ---- | ------- |
| Goud   | Geoffrey Mutai              | KEN  | 2:05.06 |
| Zilver | Emmanuel Mutai              | KEN  | 2:06.28 |
| Brons  | Tsegay Kebede               | ETH  | 2:07.14 |
| 4      | Gebre-egziabher Gebremariam | ETH  | 2:08.00 |
| 5      | Jaouad Gharib               | MAR  | 2:08.26 |
| 6      | Meb Keflezighi              | USA  | 2:09.13 |
| 7      | Abdellah Falil              | MAR  | 2:10.35 |
| 8      | Mathew Kisorio              | KEN  | 2:10.58 |
| 9      | Ezkyas Sisay                | USA  | 2:11.04 |
| 10     | Ed Moran                    | USA  | 2:11.47 |
| 11     | Viktor Röthlin              | SUI  | 2:12.26 |
| 12     | Abdelkabir Saji             | ITA  | 2:13.47 |
| 13     | Juan Luis Barrios           | MEX  | 2:14.10 |
| 14     | Teklu Tefera Deneke         | ETH  | 2:16.20 |
| 15     | Bobby Curtis                | USA  | 2:16.44 |
| 16     | Tesfaye Assefa Dube         | ETH  | 2:19.24 |
| 17     | Abdelaaziz Atmani           | USA  | 2:19.36 |
| 18     | Bado Worku Merdessa         | ETH  | 2:20.22 |
| 19     | Fikadu Lemma                | ETH  | 2:20.41 |
| 20     | Rens Dekkers                | NED  | 2:22.48 |

### Vrouwen
| rang   | naam                      | land | tijd    |
| ------ | ------------------------- | ---- | ------- |
| Goud   | Firehiwot Dado            | ETH  | 2:23.15 |
| Zilver | Bizunesh Deba             | ETH  | 2:23.19 |
| Brons  | Mary Keitany              | KEN  | 2:23.38 |
| 4      | Ana-Dulce Felix           | POR  | 2:25.40 |
| 5      | Kimberley Smith           | NZL  | 2:25.46 |
| 6      | Caroline Kilel            | KEN  | 2:25.57 |
| 7      | Caroline Rotich Cheptanui | KEN  | 2:27.06 |
| 8      | Isabellah Andersson       | SWE  | 2:28.29 |
| 9      | Joanne Pavey              | ENG  | 2:28.42 |
| 10     | Galina Bogomolova         | RUS  | 2:29.03 |

1970 ·
1971 ·
1972 ·
1973 ·
1974 ·
1975 ·
1976 ·
1977 ·
1978 ·
1979 ·
1980 ·
1981 ·
1982 ·
1983 ·
1984 ·
1985 ·
1986 ·
1987 ·
1988 ·
1989 ·
1990 ·
1991 ·
1992 ·
1993 ·
1994 ·
1995 ·
1996 ·
1997 ·
1998 ·
1999 ·
2000 ·
2001 ·
2002 ·
2003 ·
2004 ·
2005 ·
2006 ·
2007 ·
2008 ·
2009 ·
2010 ·
2011 ·
2012 · 
2013 ·
2014 ·
2015 ·
2016 ·
2017 ·
2018 ·
2019 ·
2020 · 
2021 ·
2022 ·
2023 ·
2024